# 椭圆星系

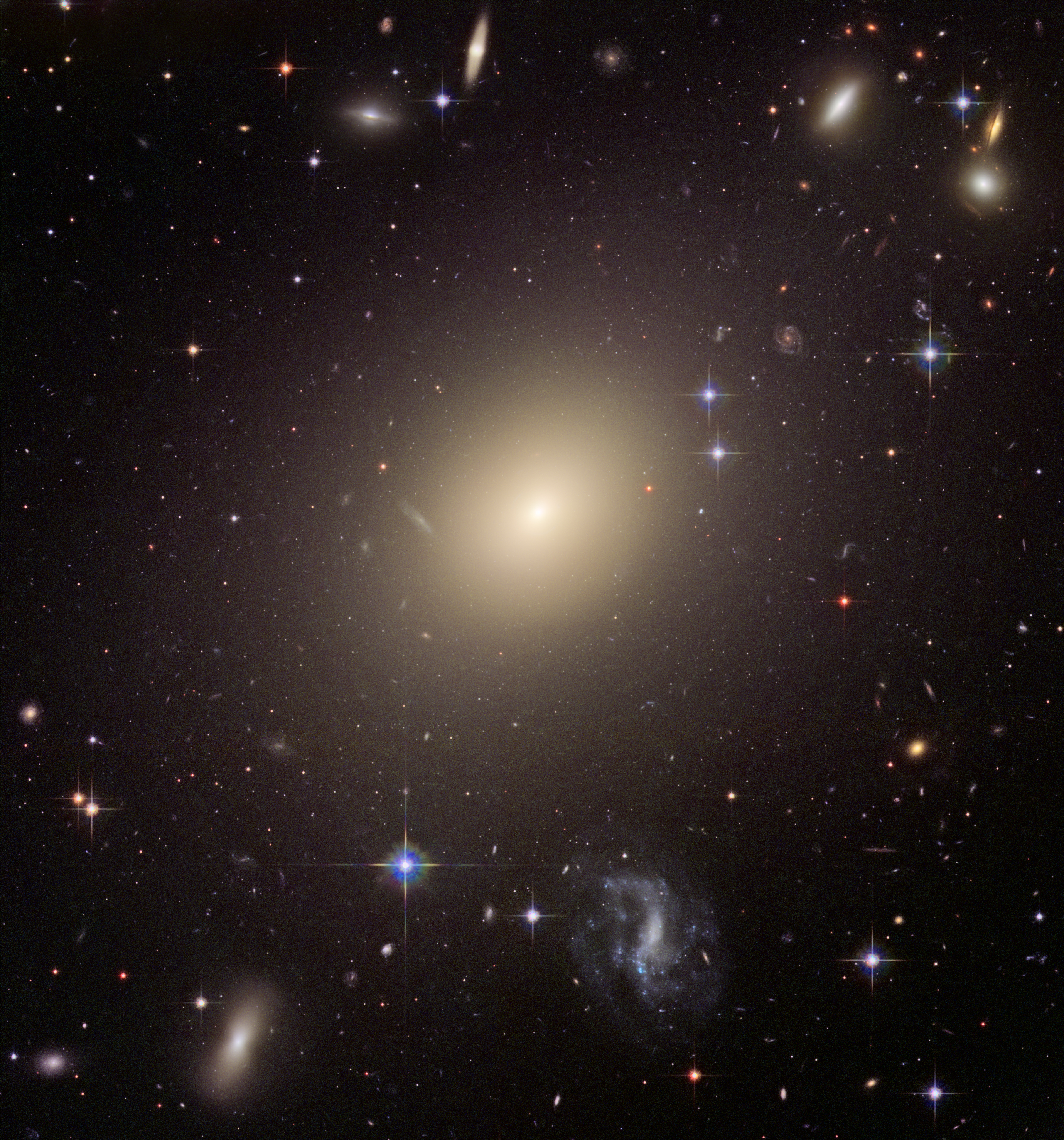
巨大的橢圓星系ESO 325-4。

橢圓星系是具有近似橢球的形狀和平滑、幾乎無特徵形像的一種星系。它們是愛德溫·哈伯在他的哈伯序列和1936年的著作《星雲的領域》中描述的三大星系類別之一，另外兩種類別是螺旋星系和透鏡星系。 
橢圓星系（E）、透鏡星系（S0）及其大尺度盤和ES星系，它們是「早期型」星系群的一個子集，具有中等規模的圓盤。
大多數橢圓星系由較老的恆星、低質量恆星和稀疏的星際介質組成，它們往往被大量的球狀星團包圍。橢圓星系中的恆星形成活動通常很少；然而，當它們與其他星系合併時，可能會經歷短暫的恆星形成期。橢圓星系被認為約占室女座超星系團星系成員數量的10-15%，它們不是整個宇宙中占主導地位的星系類型。它們被發現更傾向於在星系團的中心附近。
橢圓星系的大小從擁有數千萬顆恆星的矮橢圓星系，到超過100萬億顆恆星，主宰其星系團的超巨星系。最初，愛德溫·哈伯假設橢圓星系演化成螺旋星系，後來發現這是錯誤的，然而氣體和較小星系的吸積可能會在預先存在的橢球結構周圍形成一個圓盤。
橢圓星系內發現的恆星平均比螺旋星系中發現的恆星要古老得多。

## 例子
- 3C 244.1
- M49 (NGC 4472)
- M59 (NGC 4621)
- M60 (NGC 4649)
- M87 (NGC 4486)：其超大質量黑洞是第一個被事件視界望遠鏡成像的黑洞[11][12]。
- M89 (NGC 4552)
- M105 (NGC 3379)
- NGC 4697：NGC 4697星系群的一部分
- ESO 383-76：已知最大星系之一。
- IC 1101：Abell 2029的中心星系
- 武仙座A：超巨橢圓星系
- 馬菲1（Maffei 1）：最近的巨型橢圓星系
- CGCG 049-033：以發現最長的星系噴流而聞名
- Centaurus A (NGC 5128)：具有特殊形態和不尋常塵埃帶的橢圓/透鏡狀電波星系。
- NeVe 1（英语：NeVe 1）：這是已知最强大的天文事件，蛇夫座超星系團爆發的源頭。
- M86（NGC 4406）：位於星座室女座的橢圓星系或透鏡星系

## 一般特性

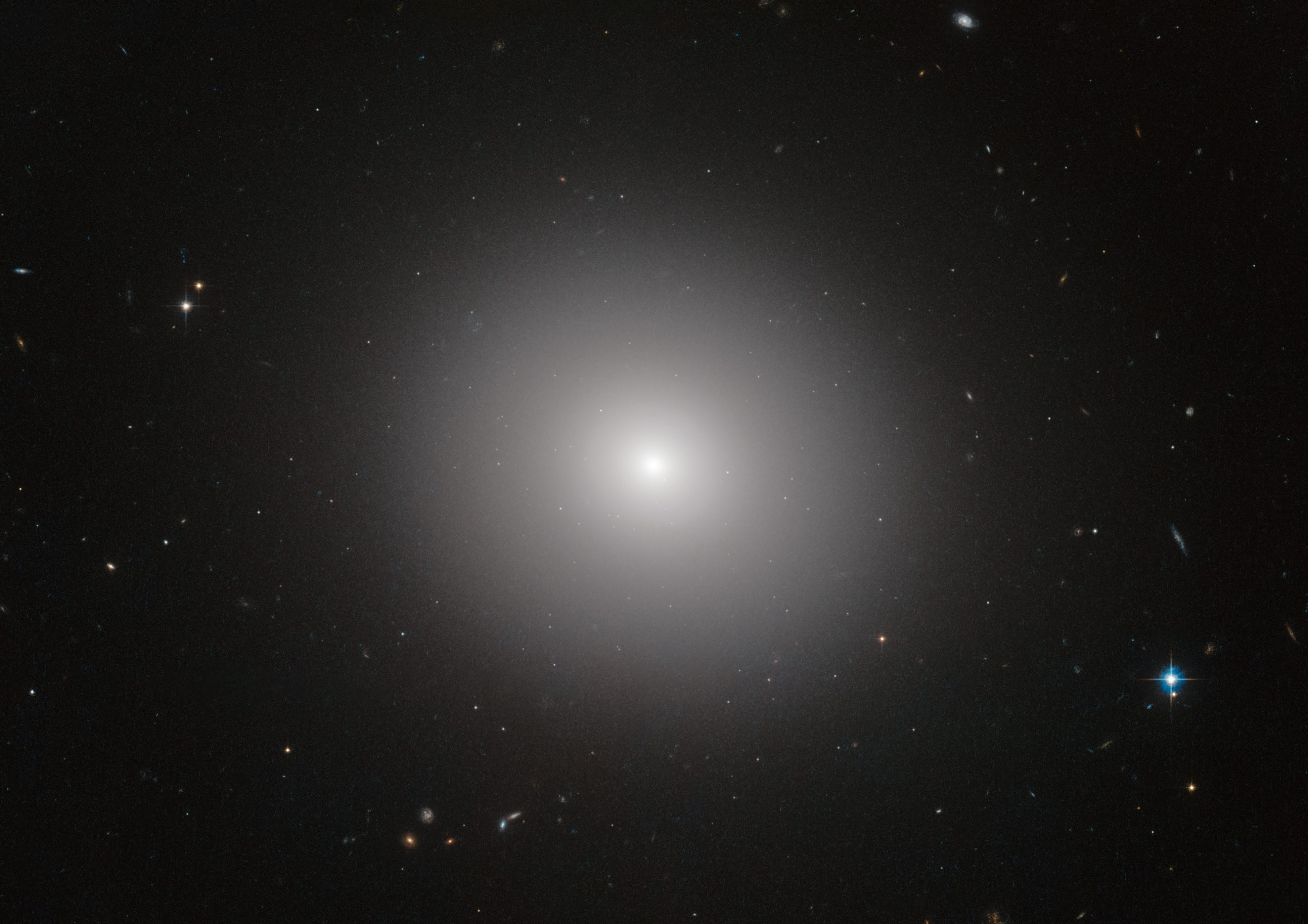
橢圓星系IC 2006。

橢圓星系有幾個特性，使其有別於其他類型的星系。它們是球狀或卵圓形的星系，缺乏造星氣體。此外，星際物質很少（既不是氣體也不是塵埃），這導致恆星形成率低，疏散星團很少，年輕恆星也很少；橢圓星系主要由老恆星群體主導，因此呈紅色。大型橢圓星系通常有一個龐大的球狀星團系統。它們通常有兩種不同的球狀星團：一種偏紅，富含金屬，另一種偏藍，缺乏金屬。

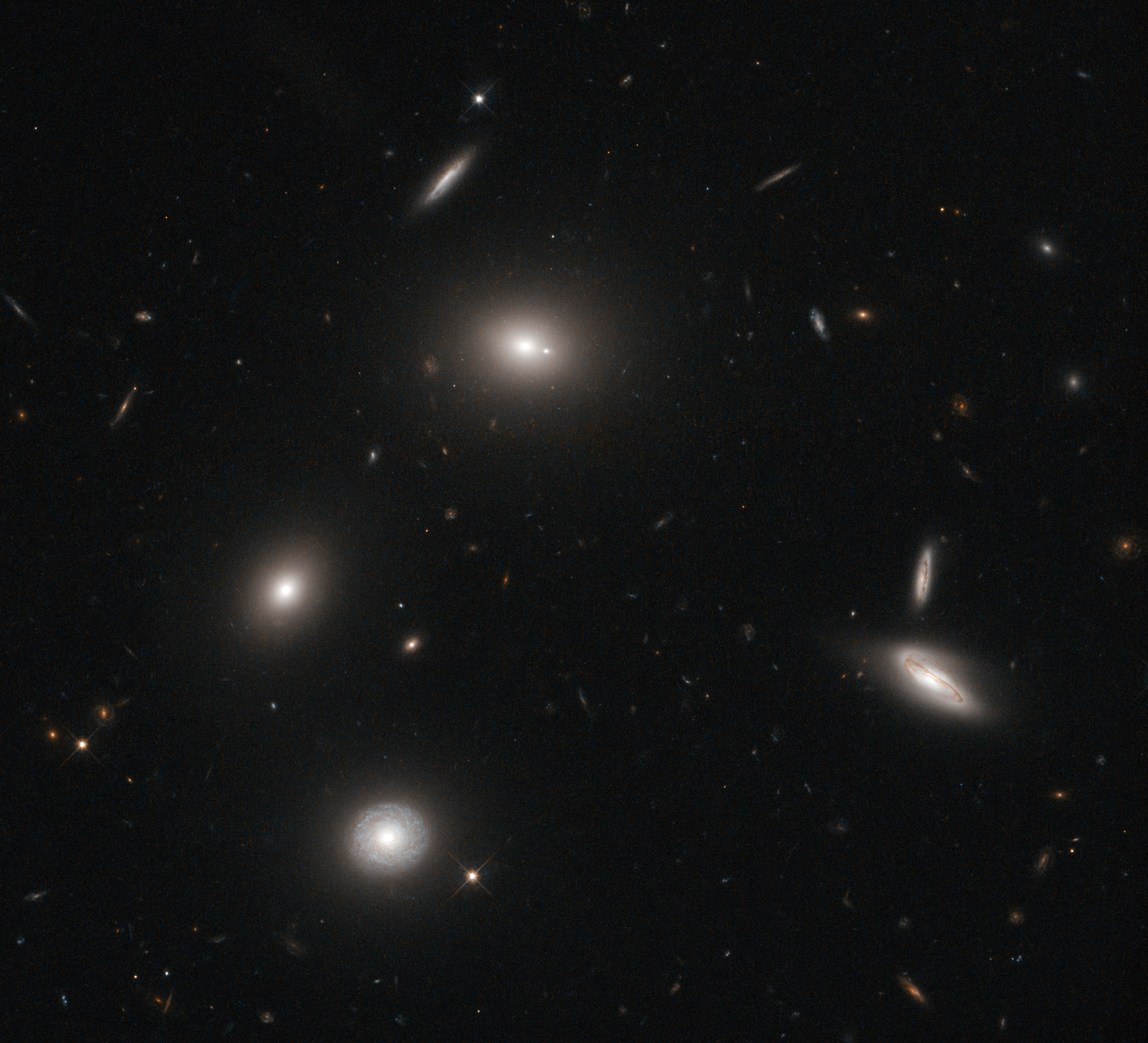
影像中的星系是一個巨大的橢圓星系：4C 73.08。

橢圓星系和盤狀星系的動力學性質相似，表明它們可能是由相同的物理過程形成的，儘管這仍然存在爭議。橢圓星系和核球的光度輪廓都很好地符合塞爾西奇剖面，橢圓星系結構參數之間的一系列縮放關係統一了總體。
每個大質量橢圓星系的中心都有一個超大質量黑洞。對46個橢圓星系、20個經典核球和22個偽核球的觀測表明，每個星系的中心都有一個黑洞。黑洞的質量與星系的質量密切相關，通過諸如將周圍恆星的速度色散與中心黑洞的質量聯繫起來的M-sigma關係等相關性來證明。
橢圓星系優先出現在星系團和緻密的星系群中。
與具有組織和結構的扁平螺旋星系不同，橢圓星系更具三維性，沒有太多結構，它們的恆星圍繞中心的軌道是有些隨機的。

## 尺寸和形狀

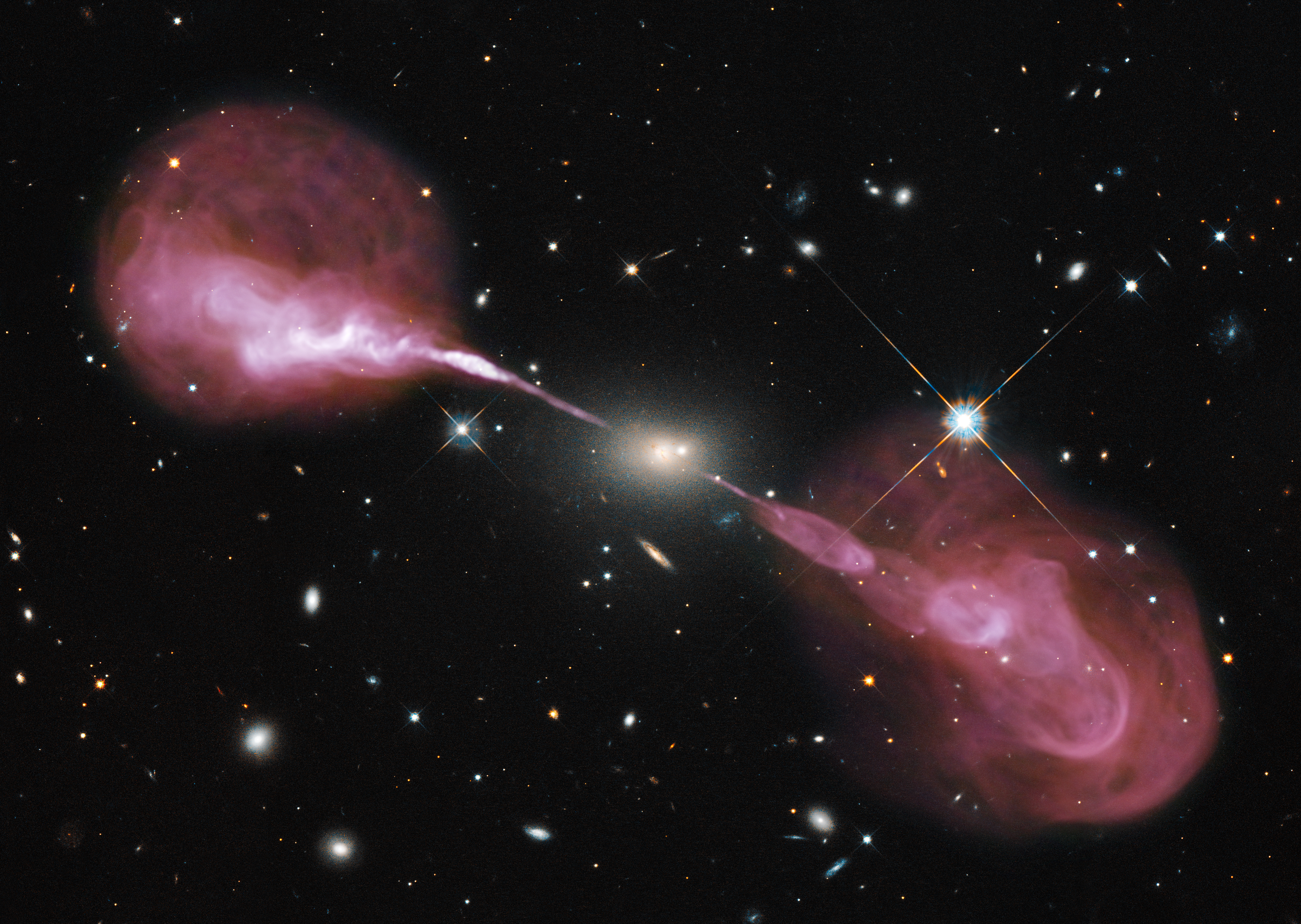
武仙座A是一個超巨橢圓星系，也是一個電波星系。圖中以粉紅色顯示的電波瓣直徑超過一百萬光年。

最大星系是超巨橢圓星系，或cD型星系。橢圓星系的大小和質量差異很大，直徑從3,000光年到70多萬光年不等，質量從105到近1013太陽質量。這個範圍比其它任何類型的星系都要寬得多。最小的矮橢圓星系可能不比典型的球狀星團大，但含有大量不存在於星團中的暗物質。這些小星系中的大多數可能與其它橢圓星系無關。

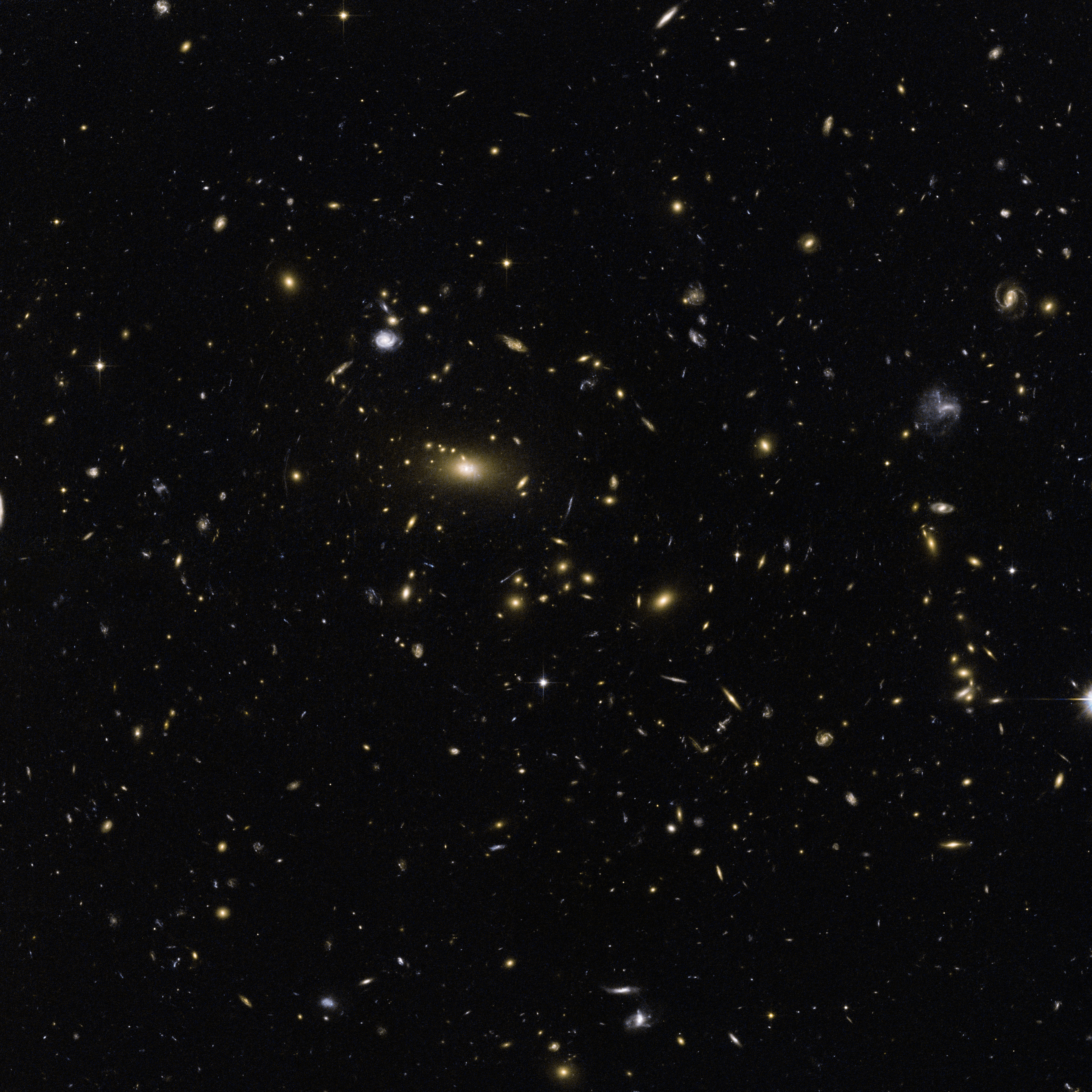
明亮的中心天體是超巨橢圓星系SDSS J142347.87+240442.4，它是MACS J1423.8+2404星系團的主導成員，直徑為38萬光年。注意引力透鏡效應。

橢圓星系的哈伯分類包含一個整數，用於描述星系影像的拉長程度。The Hubble classification of elliptical galaxies contains an integer that describes how elongated the galaxy image is.
分類是由星系的長軸（「a」）與短軸（「b」）的比率决定的：
{\displaystyle 10\times \left(1-{\frac {b}{a}}\right)}
因此，對於一個「a」等於「b」的球形星系，其數值是0，並且哈伯類型是E0。但自1966年以來，已經知道文獻中的極限值是E7了。E4至E7星系是錯誤分類的透鏡狀星系，其圓盤與我們的視線成不同角度傾斜。這一點得到了證實：通過光譜觀測揭示了它們恆星盤的旋轉。哈伯認識到，他的形狀分類既取決於星系的內在形狀，也取決於觀察星系的角度。 因此，一些哈伯E0型星系實際上是細長的。
有時人們說橢圓有兩種物理類型：具有略微「方形」等厚線的巨型橢圓星系，其形狀是由隨機運動引起的，在某些方向上比在其它方向上更大（各向異性隨機運動）；以及包含圓盤的「圓盤狀」一般和矮橢圓。然而，這是對命名法的濫用，因為有兩種類型的早期星系，有盤的星系和沒有盤的星系。考慮到存在具有中等尺度盤的ES星系，可以合理地預期，從E到ES，再到S0星系，它們的大尺度恆星盤具有連續性的在大半徑處主導著光線。
矮橢球星系似乎是一個獨特的類別：它們的性質更類似於不規則星系和晚期螺旋型星系。
在橢圓光譜的巨大端，有進一步的劃分，超出了哈伯的分類。在「gE」巨型橢圓星系之外，還有D星系和cD星系。這些星系與它們較小的兄弟星系相似，但更分散，與位於中心的巨型星系相比，它們所在的星系團可能擁有更大的光暈。

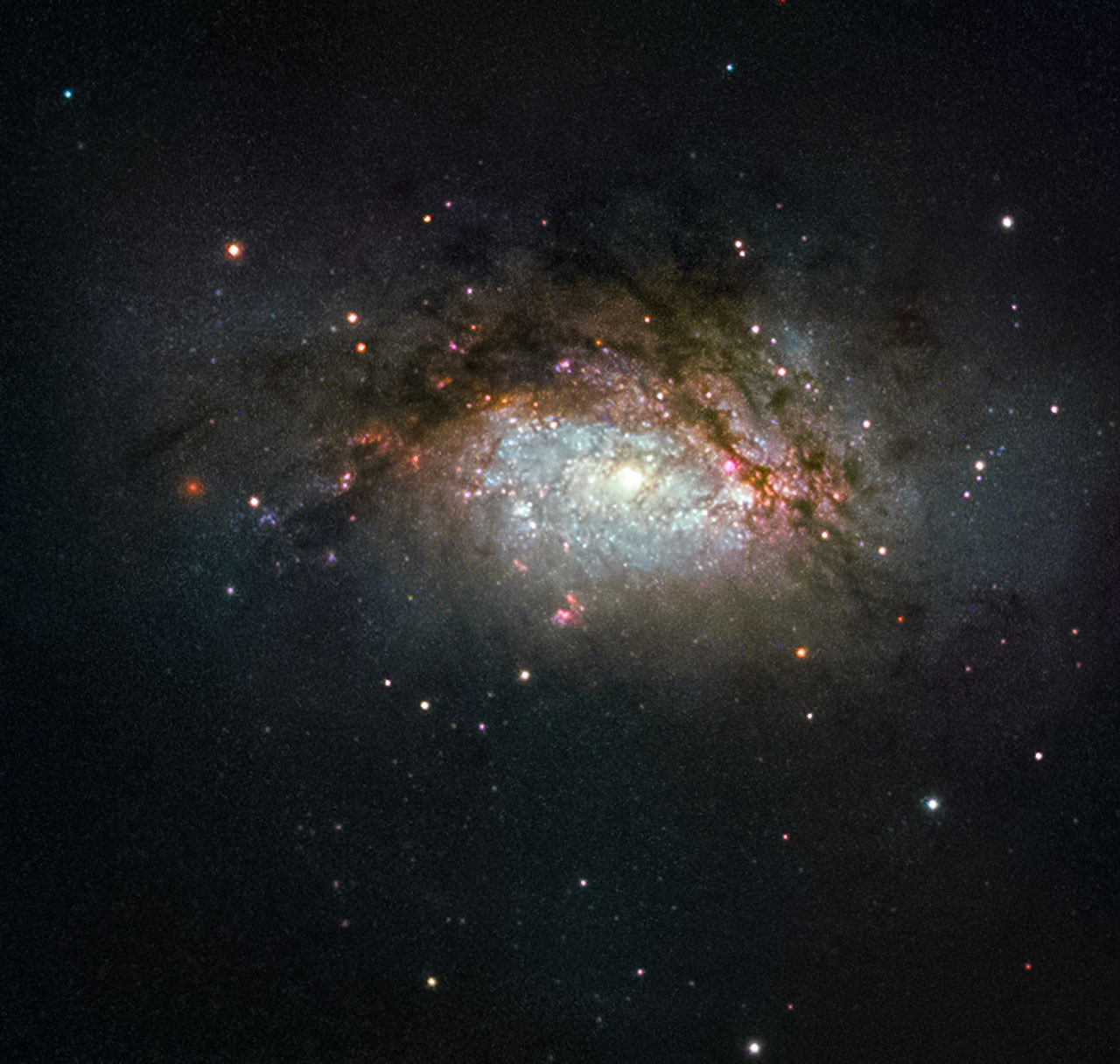
NGC 3597是兩個星系碰撞的產物。 它正在演變成一個巨大的橢圓星系。

## 恆星形成
近年來，有證據表明，早期類型（E、ES和S0）星系中有合理比例（〜25%）的剩餘氣體儲層以及低程度的恆星形成。
赫歇爾太空天文台的研究人員推測，橢圓星系中的中心黑洞會維持氣體冷卻到足以形成恆星的程度。

## 進階讀物
- Mo, Houjun; van den Bosch, Frank; White, Simon,  1, Cambridge University Press, June 2010, ISBN 978-0521857932

## 外部連結
- Elliptical Galaxies （页面存档备份，存于）, SEDS Messier pages
- Elliptical Galaxies (Archived)